# تهذیب المقال
تهذیب المقال فی تنقیح کتاب الرجال للنجاشی مهمترین شرح و تصحیح و تحقیقی است که بر کتاب رجال نجاشی در ده جلد تدوین شده و پنج جلد آن منتشر شده است. نویسنده اش آیه الله سید محمد علی موحد ابطحی است.

## انگیزه نگارش
وی پس از ذکر موارد قوت و ایرادات یا نواقص کتابهای رجالی و حدیثی نوشته شده در اسلام، می نویسد: «خواستم که همه اینها را به صورت کتابی جامع در آورم که جامع اسماء راویان باشد (چه اسامی که در روایات آمده و چه اسامی که در کتابهای پیشین از اصحاب آمده است)، و جامع اخبار روایت شده از ائمه طاهرین در مدح راویان یا در ذم آنها یاشد، و کتابی که طبقات راویان از اصحاب پیامبر و اصحاب ائمه طاهرین را داشته باشد. پس چون دیدم کتاب الفهرست نجاشی رجال نجاشی جامع ترین و متقن ترین کتاب در موضوع خودش می باشد، شرح و تحقیق کامل خودم را بر محور این کتاب قرار دادم».

## شیوه نگارش
وی روش شناسی خود در تألیف این کتاب را چنین معرفی می کند: «شروع کردم با حول و قوه الهی (با انگیزه فوق) به 1) تحقیق کامل در احوالات کسانی که در کتاب رجال نجاشی ذکر شده اند (چه به صراحت تصریح شده اند و چه به طور تلویحی در میان ترجمه دیگران آمده اند که جماعت بسیاری هستند). 2) و اشاره کرده ام به آنچه وارد شده درباره آنها از اخبار یا از نص کلمات بزرگان علم رجال از غیر نجاشی. 3) جمع کرده ام اخبار متعارض یا تصریحات بزرگان علم رجال را تا اندازه ای که توانستم. یا ترجیح داده ام یکی از این متعارضین را بر دیگری، اگر امکان جمع نداشتند. و تحقیق کرده ام در آنچه نجاشی تصریح کرده است: از احوالات آنها یا طبقات آنها تا حدی که کمک می کرد به این کار. و تکیه کرده ام بر تفصیل آن به آنچه که خودم تحقیق کرده ام در این کتب. 4) جمع کرده ام بین طرق روایی نجاشی (در اصول و مصنفات) و طرق شیخ طوسی در کتاب الفهرست (شیخ طوسی) و مشیخه تهذیب الاحکام و الاستبصار و طرق شیخ صدوق (در مشیخه کتاب من لایحضره الفقیه) با تحقیق کامل در اسانید آنها و نقد آنها و ارائه طریق های دیگری که به آنها دست یافتم در میان کتابها (که در ادامه در این شرح به آنها می رسیم و فوائد گرانقدی در آنهاست). 5) صورت ظاهری متن کتاب نجاشی را حفظ کردم (با این که نجاشی ملاحظه ترتیب الفبایی نداشته، نه در اسم اول و نه در اسم دوم) اما در عوض، فهرست دقیقی به ترتیب الفبایی آوردم هم در اسم اول و هم در اسم دوم و هم در اسم پدرانشان. همچنین نام کسانی که در ضمن ترجمه رجالی فرد دیگری، آمده است را در فهرست آورده ام»

## مدت نگارش
جلدهای اول و دوم آن در سال ۱۳۸۹ قمری در مطبعه الحیدریه در نجف اشرف (قبل یا همزمان با کتاب معجم رجال الحدیث نوشته آیه الله سید ابوالقاسم خویی) به چاپ رسید. جلد سوم در چاپخانه ربانی در اصفهان در سال 1405 و جلدهای چهارم (1415) و پنجم (1417) نیز در قم (در زمان حیات نویسنده) به چاپ رسیدند. پنج جلد دیگر این کتاب هنوز به چاپ نرسیده است. دومین ویرایش و چاپ از جلد اول و دوم این کتاب در سال 1417 قمری در قم منتشر شدند.

## محتوای کتاب
1. جلد اول: مقدمه مفصل محقق (139 صفحه)، نسخه شناسی (14 صفحه)، تحقیقی بر مقدمه نجاشی (2 صفحه)، نقد بر نجاشی که از امام علی شروع نکرده (17 صفحه)، ترجمه ابورافع تا ترجمه اسماعیل بن سعد الأحوص الأشعری القمی (297 صفحه)، الفهارس (87 صفحه).
2. جلد دوم:
3. جلد سوم:
4. جلد چهارم:
5. جلد پنجم:
6. جلدهای ششم تا دهم همپنان مخطوط مانده اند و چاپ نشده اند.

## دربارهٔ کتاب
این کتاب نتیجه سالها تحقیق و تدریس در فقه و اصول، رجال و حدیث، و تفسیر قرآن می باشد.

## ویژگیهای کتاب
برخی از محققان جدید این کتاب را چنین توصیف کرده اند:
«تصحیح و شرح کتاب (رجال نجاشی) توسط محقق خبیر و رجالی توانا حضرت آیه الله العظمی موحد ابطحی کاری بس عظیم و عدیم المثال است. شارح پس از مقدمه به شرح کتاب نجاشی پرداخته و هیچگونه توضیح واضحات یا اطناب مملّی در آن وجود نداشته، بلکه همه صفحات کتاب مشتمل بر تحقیقات ارزنده رجالی است که هیچ عالم رجالی خود را مستغنی از آن نخواهد دانست. در تمام این کتاب از منابع تاریخی و رجالی اهل سنت به خوبی و به‌طور گسترده استفاده شده و بر فوائد انبوه آن افزوده است. به‌هر حال، پنج جلد این کتاب از حرف الف شروع و به حرف ذال پایان یافته‌است. متن تصحیح شده در بالای صفحات و شرح تعلیقات در ذیل آن قرار دارد.
مقدمه ۱۵۰ صفحه ای کتاب به بحث از این امور اختصاص دارد: ۱. زندگی‌نامه و شرح حال نجاشی. ۲. اهمیت رجال نجاشی، سند نجاشی به مصنفان اصول، معنای اصل و کتاب و نسخه، سند فقهاء به رجال نجاشی. ۳. علت اعتبار کلام علماء رجال دربارهٔ راویان، روش نجاشی در جرح و تعدیل، توثیقات عامه، و بحث‌های جالب و ابتکاری فراوانی بخصوص در این قسمت اخیر مطرح شده‌است. ۴. روش تصحیح کتاب و معرفی نسخه‌های خطی مورد اعتماد مصحح محترم.
۱. در ج۵, ص۴۰ الی ۱۲۳ به بحث از (جابر بن یزید جعفی) پرداخته و چهل و یک بحث دربارهٔ او مطرح کرده‌است مثل: نسب جابر، طبقه او، روایت او از جابر بن عبدالله، روایت او از حضرت زینب و امام باقر سلام الله علیها، توثیقات خاصه و عامه دربارهٔ او و….
۲. در ج۵, ص۲۷۶ الی ۲۹۸ هیجده بحث مستقل ذیل عنوان (حریز بن عبدالله) عنوان نموده است.
۳. گاهی تذییلاتی در این کتاب وجود دارد که افرادی را که نجاشی عنوان ننموده است مورد بحث قرار می‌دهد مثل ج۱, ص۴۵۶.
۴. یکی از نکته‌های بسیار جالب کتاب آن است که ۵۰ نفری را که شیخ و نجاشی سند به تمام کتاب‌ها و روایات آنان دارند جمع‌آوری نموده است مثل ج۱, ص۸۸–۹۰.
۵. در بحث از آبان بن ابی عیاش که راوی کتاب سلیم بن قیس است نشان داده است که چگونه برخی از علماء عامه کلماتی که در مدح آبان آمده است را تحریف به قدح و ذم او نموده‌اند. (ر.ک. ج۱, ص۱۸۹).
۶. در ج۱, ص۲۴۷ کتاب به بحث از اصطلاح (اسند عنه) پرداخته و معتقد است که این کلمه باید به صورت مجهول قرائت شود و ضمیر را نیز به صاحب ترجمه ارجاع داد؛ یعنی چیزی که تنها همان شخص صاحب ترجمه روایت کرده و از شخص دیگری نقل نشده‌است.
۷. در ج۱, ص۸۴ به بحث از روش مشایخ حدیث در نقل روایات پرداخته و با ذکر چند شاهد ادعا نموده که آنان همیشه سندی را انتخاب کرده و نقل می‌نمودند که واسطه‌های آن کم باشد به همین جهت گاهی سندی را که مشتمل بر افراد ضعیف است بر سندی که تمام افراد آن ثقه هستند ترجیح می‌دادند؛ و لذا اگر سند یک حدیثی که بدست ما رسیده است ضعیف بود نمی‌توان حکم نمود که آن حدیث تنها همان سند را داشته و آن نیز مشتمل بر ضعف است.
امید است مؤلف محترم و ناشر را در تکمیل و چاپ و نشر این اثر محققانه توفیق الهی رفیق باشد و با فاصله ای اندک مجلدات دیگر این اثر ارجمند را عرضه کنند».

## دیگر کتابهای رجالی مؤلف
1. «جامع الرواه» حاوی تمامی اسامی راویانی که نام آن‌ها در روایات و کتاب‌های گذشتگان از اصحاب ذکر شده‌است (نقل از مقدمه جلد اول تهذیب المقال).
2. «جامع الاخبار» حاوی تمام اخبار روایت شده از ائمه اطهار در مدح راویان یا در ذم آن‌ها به ما رسیده‌است (نقل از مقدمه جلد اول تهذیب المقال).
3. «الطبقات الرواه» حاوی طبقات راویان از اصحاب پیامبر و ائمه اطهار می‌باشد (نقل از مقدمه جلد اول تهذیب المقال).
4. «قواعدالرجال» ایشان در مقدمه ۱۴۸ صفحه‌ای از جلد اول تهذیب المقال، مکرر از کتاب دیگر خود به نام قواعد الرجال نام می‌برد یا به آن ارجاع می‌دهد و سالها پیش به تدریس قواعد الرجال در مدرسه صدر نجف پرداخته بود.